# Szalony Jackson
Szalony Jackson (ang. Action Jackson) – amerykański film sensacyjny z 1988 roku w reżyserii Craiga R. Baxleya.

## Obsada
- Carl Weathers – Action Jackson
- Craig T. Nelson – Peter Dellaplane
- Vanity – Sydney Ash
- Sharon Stone – Patrice Dellaplane
- Thomas F. Wilson – oficer Kornblau
- Bill Duke – kapitan Armbruster
- Robert Davi – Tony Moretti
- Jack Thibeau – detektyw Kotterwell
- Roger Aaron Brown – oficer Lack
- Stan Foster – Albert
- Mary Ellen Trainor – sekretarka